# Semana Europea para la Reducción de Residuos
La Semana Europea para la Reducción de Residuos (EWWR, European Week for Waste Reduction en inglés) es un proyecto europeo que comenzó como un proyecto de tres años apoyado por el Programa LIFE+ de la Comisión Europea hasta julio de 2012.Se ha continuado realizando desde entonces. La edición de 2012 de la EWWR se celebró del 17 al 25 de noviembre de 2012 bajo el patrocinio del Sr. Janez Potočnik, Comisario Europeo de Medio Ambiente. Su objetivo es organizar múltiples acciones durante una sola semana, en toda Europa, con el objetivo de crear conciencia sobre la reducción de los residuos. Cada año, las acciones más destacadas son premiadas durante una ceremonia de entrega de premios que se celebra en Bruselas, en el corazón de las instituciones europeas. Desde el inicio del proyecto, se han implementado más de 20.000 acciones de sensibilización sobre la prevención de residuos en el marco de la EWWR.
La fecha de 2017 es del 18 al 27 de noviembre.
Los cinco socios originales de este proyecto son:
- ADEME (Agencia Francesa de Medio Ambiente y Gestión de la Energía – coordinadora del proyecto)
- ACR+ (Asociación de Ciudades y Regiones para el Reciclaje y la Gestión Sostenible de los Recursos – secretaría técnica del proyecto)
- ARC (Agencia Catalana de Residuos)
- IBGE (Bruselas Medio Ambiente, administración pública para el medio ambiente y la energía) y
- LIPOR (Servicio Intermunicipal de Gestión de Residuos del Gran Oporto).